# Język yelmek
Język yelmek (jelmek, jelmik) – język papuaski używany w prowincji Papua w Indonezji. Według danych szacunkowych z 1978 r. posługiwało się nim wówczas 400 osób.
Jego użytkownicy zamieszkują cztery wsie: Wanam, Bibikem, Woboyo i Dodalim, na wschód od cieśniny Muli (hist. niderl. Straat Marianne) w południowej Nowej Gwinei.
Wraz z językiem maklew tworzy niewielką rodzinę yelmek-maklew (zwaną też językami rzeki Bulaka), o niejasnych powiązaniach z innymi językami. Oba języki znalazły się w propozycji większej rodziny południowo-centralnopapuaskiej (M. Ross 2005). S.A. Wurm (1982) powiązał yelmek-maklew z językami trans-fly, omawiając taką grupę pośród gałęzi języków transnowogwinejskich.
Na poziomie lokalnym nie istnieje wyraźne rozróżnienie między językami yelmek a maklew, a różnice między nimi uchodzą za różnice dialektalne. W literaturze lingwistycznej tradycyjnie wyodrębniano dwa blisko spokrewnione języki. T. Gregor (2020), na podstawie danych leksykalnych, próbnie klasyfikuje odmiany wsi Wanam i Bibikem oraz odmianę wsi Woboyo i Dodalim jako trzy różne języki (należące do gałęzi yelmek); oddzielną gałąź tworzy zaś język maklew ze wsi Welbuti.
Języki yelmek-maklew są silnie zagrożone wymarciem. W powszechnym użyciu jest język indonezyjski, który konkuruje z rodzimymi językami i zaczął przejmować rolę preferowanego środka komunikacji. Brak ogólnie przyjętej wersji ortografii.